# Pantaleone Cybo
Pantaleone Cybo (Genova, XV secolo – Roma, 1545) è stato un cardinale italiano.

## Biografia
Nacque a Genova nel XV secolo.
Papa Innocenzo VIII lo elevò al rango di cardinale in pectore nel concistoro del 9 marzo 1489, ma non venne mai pubblicato.
Morì nel 1545, probabilmente a Roma.